# ورزشگاه توییکنهام
ورزشگاه تویینکهام (به انگلیسی: Twickenham Stadium) ورزشگاهی در شهر لندن و ورزشگاه خانگی تیم ملی راگبی انگلیس است.